# Keep It Simple
Keep It Simple è il trentatreesimo album discografico in studio del cantautore britannico Van Morrison, pubblicato nel 2008.

## Tracce
Testi e musiche di Van Morrison.
1. How Can a Poor Boy? – 5:43
2. School of Hard Knocks – 3:44
3. That's Entrainment – 4:32
4. Don't Go to Nightclubs Anymore – 4:31
5. Lover Come Back – 5:15
6. Keep It Simple – 3:34
7. End of the Land – 3:16
8. Song of Home – 4:13
9. No Thing – 4:31
10. Soul – 3:37
11. Behind the Ritual – 6:59

## Classifiche
| Anno | Classifica                          | Posizione raggiunta |
| ---- | ----------------------------------- | ------------------- |
| 2008 | Official Albums Chart (Regno Unito) | 10                  |
| 2008 | Billboard 200 (Stati Uniti)         | 10                  |
| 2008 | Irish Albums Chart (Irlanda)        | 12                  |
| 2008 | FIMI (Italia)                       | 32                  |